# Погром у Кельцях
Погром у Кельцях 1946 року — найбільший післявоєнний погром євреїв в Польщі, здійснений польським населенням міста Кельців 4 липня 1946 року.

## Передісторія
У післявоєнній Польщі антисемітські настрої живилися поширеною думкою, що євреї є прихильниками нового режиму, оскільки повоєнна влада засуджувала антисемітизм, охороняла тих євреїв, що вижили та серед представників нової влади і Війська Польського були євреї.
За кілька днів до погрому польський архієпископ, кардинал Август Глонд (August Hlond) відкинув прохання євреїв засудити римсько-католицький антисемітизм. Пізніше він звинуватив євреїв у спробах нав'язати Польщі комунізм — дійсно, євреї займали високі посади в партії, і заявив, що звинувачувати вони можуть тільки себе. На підтримку цієї точки зору виступив єпископ Кельців, який припустив, що євреї насправді організували безлади, щоб переконати Велику Британію передати їм Палестину.
Кельці — адміністративний центр воєводства, місто середньої величини в Центральній Польщі. Кілька сотень євреїв жили в 1946 році в цьому місті, більшість з них на вулиці Планти у будинку № 7, що належав єврейській громаді.

## Хід погрому

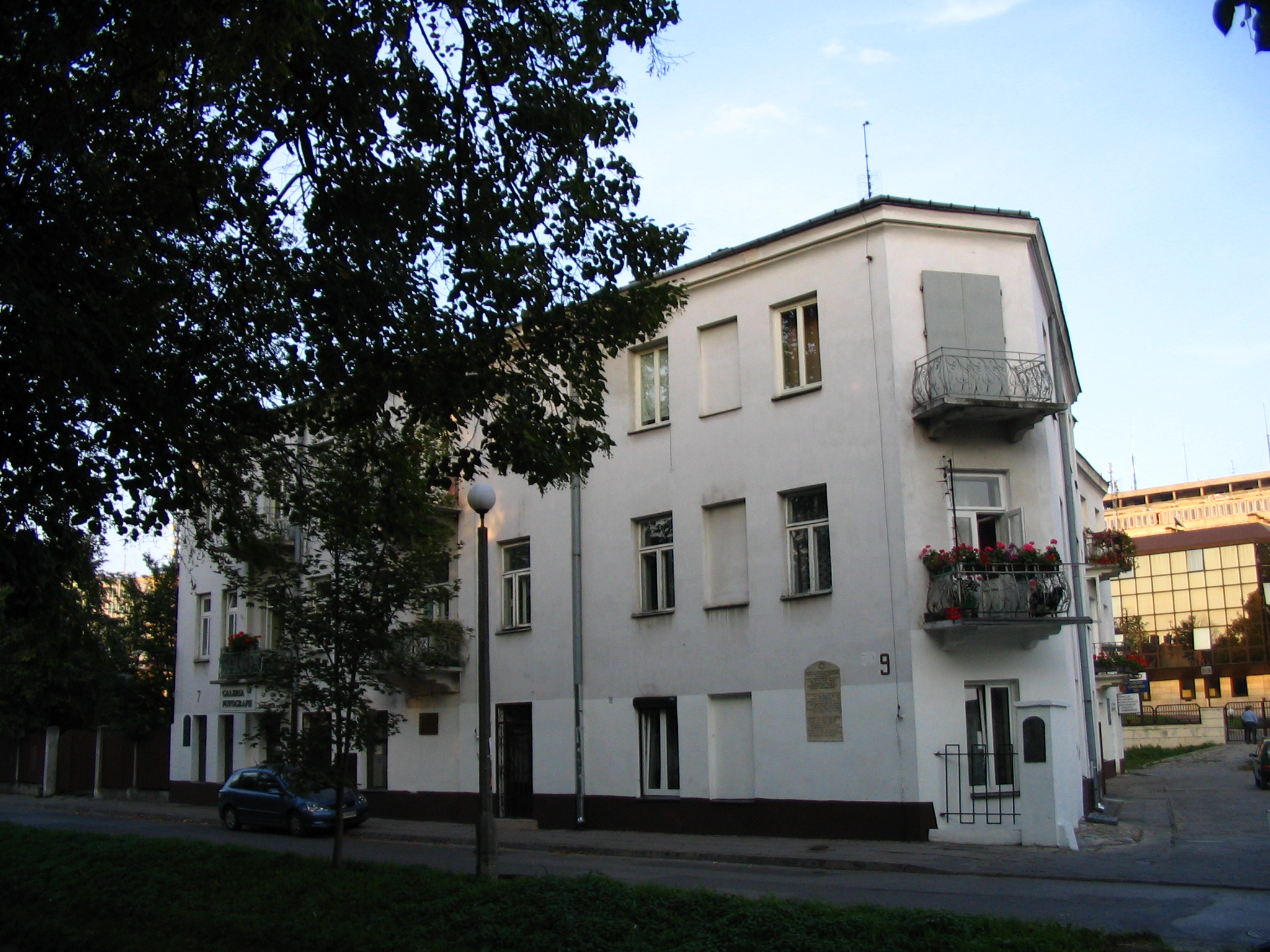
Будинок на вул. Планти, 7, Кельці

Приводом для початку погрому стало зникнення восьмирічного хлопчика Генрика Блащика. Він зник 1 липня 1946 і повернувся через два дні, розповівши, що його викрали євреї і, заховавши, мали намір убити (пізніше в ході розслідування з'ясувалося, що хлопчик був відісланий батьком в село, де його навчили, що він повинен розповідати). Містом поширювалися чутки, що зниклий польський хлопчик став жертвою ритуального вбивства, скоєного євреями з будинку на вулиці Планти. Незабаром перед цим будинком зібрався натовп мешканців Кельців.
4 липня 1946 о 10 ранку почався погром, в якому брали участь багато людей, в тому числі у військовій формі. Серед гасел були такі: «Смерть євреям!», «Смерть вбивцям наших дітей!», «Завершимо роботу Гітлера!». Опівдні в будівлю прибула група на чолі з сержантом міліції Владиславом Блахутом, яка роззброїла присутніх євреїв, що чинили опір. Як з'ясувалося пізніше, Блахут був єдиним представником міліції серед тих, що увійшли. Коли євреї відмовилися вийти на вулицю, Блахут став бити їх рукояткою револьвера по головах, кричачи: «Німці не встигли знищити вас, але ми закінчимо їх роботу»..
Натовп, що жадав помсти, увірвався в будинок. Євреїв, чоловіків і жінок, старих і дітей, викидали з вікон і на вулиці били залізними прутами, дрючками, молотками. До кінця дня було вбито 42 людини, а також понад 50 чоловік поранено.

## Наслідки
Уже 9 липня 1946 року на лаві підсудних перед учасниками виїзної сесії Верховного військового суду опинились 12 чоловік. Рішення суду було зачитано 11 липня. До страти були засуджені дев'ять обвинувачених, по одному — до довічного ув'язнення, до 10 років і до 7 років в'язниці. Президент ПНР Болеслав Беруть не скористався своїм правом помилування, і засуджені на смерть були розстріляні.
Погром у Кельцях викликав масову еміграцію євреїв з Польщі. Якщо в травні 1946 року з Польщі виїхало 3500 євреїв, в червні — 8000, то після погрому протягом липня — 19 тисяч, в серпні 35 тисяч чоловік. До кінця 1946 року хвиля від'їзду спала, так як положення в Польщі нормалізувалося, майже нікого не залишилося, і ті, що залишилися, були не мобільні.
У 1996 (50-ту річницю погрому) президент Кельців вибачився від імені містян. У 60-ту річницю церемонія була піднята на національний рівень, за участю Президента і міністрів. Польський президент Лех Качинський назвав погром у Кельцях «величезною ганьбою для поляків і трагедією євреїв».
Під час Другої світової війни поляки здійснили військові злочини проти своїх сусідів-євреїв як мінімум в 24 районах країни. До такого висновку прийшла урядова комісія, що розслідувала події в Польщі, які стосуються початку Другої світової війни.

## Версії
Влада Польщі звинуватила в провокації погрому «реакційні елементи», близькі до опозиції. Був змінений ряд керівних чиновників у воєводстві.
Існує також ряд версій про причетність до організації погрому польських властей і радянських спецслужб — серед натовпу погромників було багато солдатів і міліціонерів, в тому числі офіцерів міліції і громадської безпеки (згодом були заарештовані і постали перед судом: майор Собчинський, полковник Кузніцький (комендант воєводського управління міліції), майор Гвяздович і поручик Загурський. Гвяздович і Собчинський були виправдані судом). Прихильники цих версій вважають, що провокаторам була вигідна дискредитація польської опозиції, якій приписувалася організація погрому, а сам погром став приводом для репресій і посилення влади комуністичного уряду.
19 липня 1946 року колишній головний військовий прокурор Хенрик Холдер написав в листі заступнику командувача польською армією генералу Маріану Спихальському, що «ми знаємо, що погром був не тільки з вини міліції і армії, які несли охорону в місті Кельці і навколо нього, а й з вини члена уряду, який узяв у цьому участь».

## Виноски
1. ↑  Postwar Pogrom. Review by DAVID MARGOLICK. Sunday Book Review. Published: July 23, 2006
2. ↑  Катастрофа европейского еврейства. Часть 6, Иерусалим, 1995, с.251-253.
3. 1 2  Кахане Д. После потопа. Иерусалим. С.62.
4. ↑   Катастрофа європейського єврейства. Частина 6, Єрусалим, 1995, с. 222.
5. ↑  Едвабно было только началом " Центральный Еврейский Ресурс SEM40.Израиль, Ближний восток, евреи
6. 1 2  Убить еврея. Архів оригіналу за 28 січня 2011. Процитовано 14 лютого 2018.
7. ↑  По J. Śledzianowski, Wokół pogromu, стр. 80